# Parti populaire de Tobago
Le Parti populaire de Tobago (en anglais : Tobago People's Party ; abrégé en TPP) est un parti politique à Trinité-et-Tobago. Fondé en août 2023 par le secrétaire en chef de Tobago Farley Chavez Augustine, il détient en 2024 la majorité à l'Assemblée de Tobago et prévoit de se présenter aux prochaines élections régionales à Tobago.

## Histoire
Le Parti populaire est fondé par 13 députés du parti Patriotes progressistes démocrates (PDP) à l'Assemblée de Tobago, élus lors des élections régionales anticipées de décembre 2021. En 2022, ils démissionnent simultanément du PDP, laissant le chef du parti, Watson Duke, comme unique membre du PDP à l'Assemblée de la région autonome,.